# Josef Priemetshofer
Josef Priemetshofer (* 28. Oktober 1930 in Mönchdorf; † 6. Jänner 2010 in Steyr) war ein Metallplastiker, Maler, Grafiker, Kulturberater, Denkmalpfleger und Restaurator. Er lebte und arbeitete in Steyr.

## Leben und Wirken

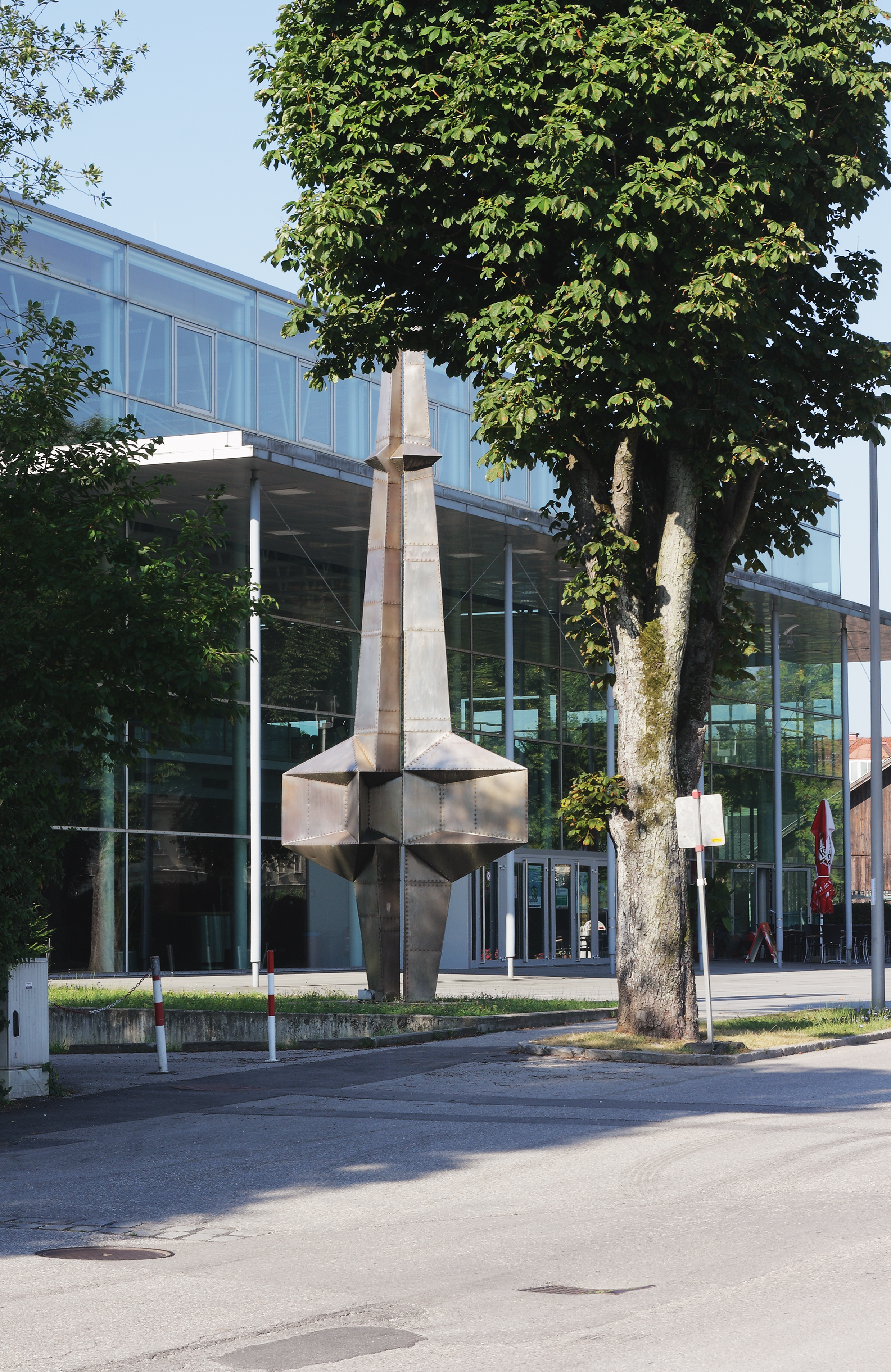
Schwert des Geistes in Steyr

Nach der Grundschule besuchte Priemetshofer die Kunstgewerbeschule der Bundesgewerbeschule Steyr. Seine Lehrer waren Hans Gerstmayr (Stahlschnitt) und Karl A. Krepcik (Malerei). Anschließend studierte er Malerei, Plastik und Restauration u. a. in München, Wien und Graz. Er war über längere Zeit als Formgeber in der VÖEST tätig. Helmuth Gsöllpointner berief ihn von 1973 bis 1983 Jahre als Lehrbeauftragten an die Universität für künstlerische und industrielle Gestaltung Linz.
Sein künstlerisches Schaffen erstreckte sich auf die Schaffung zeitgemäßer künstlerischer Werke in öffentlichen Bereichen und Sakralbauten sowie auf Restaurierungsarbeiten an historischen Profan- und Kultbauten.
Ab 1977 betätigte er sich als Kulturberater der Marktgemeinden Bad Zell, Pierbach und der Stadt Perg.
Priemetshofer war verheiratet und Vater von vier Söhnen und einer Tochter.

## Ausstellungen und Ausstellungsbeteiligungen (Auswahl Gerlinde Mühlbauer Messner)
- Christliche Gegenwartskunst, Gulden-Galerie, Wels (1969)
- MAERZ 1913 bis 1973, Neue Galerie der Stadt Linz (1973)
- Forum Stahl II, Hochschule für künstlerische und industrielle Gestaltung Linz (1975/76)
- Intelligenz der Hand, Metallgestaltung in Österreich, Museum des XX. Jahrhunderts, Wien (1980)
- Zum 100. Geburtstag von Hans Gerstmayr, HTL Steyr (1982)
- 100 Jahre Kunstgewerbeschule in Steyr (1994)
- Die neue Steiermark – Kirche und Religion, Stift Admont (2005)
- Josef Priemetshofer, Schlossgalerie Steyr (2006)

## Werke im öffentlichen Raum (Auswahl)
Bad Zell
- Bildstock aus Mauthausener Granit (1983) mit vier Bildnischen mit achtteiligen Metallguss-Gittern anstelle eines Holzkreuzes (1983), Ofner Marterl, Emailbilder von Heinrich Mayrhofer, Pierbach
- Bildtafeln für den Bildstock beim Raab (1987), Raaben-Madonna
- Bodingbauer Bildstock (1989), ehemals Brandstätter-Kreuz, 3 Acryl-Bilder auf Alublech mit goldfarbenem Hintergrund in flachen Nischen der Laterne, Gottesmutter, Hl. Christophorus, Hl. Florian

Steyr
- Neuer Bildstock in der Feldstraße (1994, renoviert 2008) mit Bildtafeln Hl. Dreifaltigkeit, Gottesmutter Maria, Hl. Josef und Hl. Christophorus

## Restaurierungen im öffentlichen Raum (Auswahl)
Bad Hall
- Margarethenkapelle (1987 bis 1991)

Bad Leonfelden
- Neugestaltung der Orgel (1980)

Bad Zell
- Restaurierung des Madonnenfreskos im Baireder Gut (1981)
- Neues Madonnenbild beim Raab Kreuz (1981)
- Galgenbühel Kapelle (1982 und 1987)
- Brawinkler Kapelle (1984 und 1992)
- Mair Kapelle (1986/87, 1999)
- Grübl Kapelle, Barndorf (1987)
- Mitterlehner Kapellenbildstock (1987)
- Weixelbaumer Kapellenbildstock (1987)
- Auer Kapelle (1987/90, 1991)* Steinernes Gemeindewappen um 1500 (1993)
- Bildsäule im Kurpark (1988) mit vier Bildern in den Bildnischen Hl. Notburga, Hl. Leopold, Hl. Leonhard, Hl. Johannes
- Bildsäule Brandstätter, (1989)
- Bildsäule Bildsäule Fuchs, Hirtlhof (1989)
- Kapelle auf der Haid (1994)
- Koppenhofer Kapelle in Aich (1995)
- Dreifaltigkeitskapelle (1996)
- Franzosenkreuz (1999)
- Baumberger Kapelle (1999)

Enns
- Haus Kronberger Bräuergasse 87 (1987)
- Fresko Hl. Christophorus, 16. Jhdt., Hauptplatz 14 (1991)
- Bildstock bei der Basilika Lorch (1991), vier 1,2 m hohe Bildtafeln

Großraming
- Forsthaus im Lumplgraben (1988)

Hofkirchen
- Eisenhuber Kapelle in Rappersdorf (1980)

Kirchdorf
- Kalvarienberg Kapelle

Perg
- Pestsäule Hauptplatz (1989) mit Tafelbildern in Acryl auf Alublech, mit Namen der Heiligen
- Fresken im Bauernhaus Berger (1989)
- Sonnenuhr am Pfarrhof Pergkirchen (1991)
- Holzer Kapelle, Weinzierl (1992)
- Pestsäule, Pergkirchen (1997) mit vier Bildtafeln in Acryl auf Alublech

Pierbach
- Fresken der Kirchen-Außenwand (1978) und Innenrenovierung der Pfarrkirche (1979/1980)
- Freilegung des Pleimer Hausbildes im Gasthaus zum Färberwirt (1978)

Steyr
- Vorstadtpfarre St. Michael (1986 bis 1989)
- Ziffernblatt der Turmuhr der Stadtpfarrkirche Steyr (1990)
- Dreifaltigkeitsfresko im Landeskrankenhaus Steyr (1991)

Tragwein
- Fresken der Kalvarienbergkapelle, Reichenstein

Traun
- Bildsäule beim Schloss (2003) mit Acryl-Heiligenbildern Hl. Dreifaltigkeit, Hl. Margarethe, Hl. Leonhard

Ungenach
- Kapelle in Wegleiten (1981)

Windhaag bei Perg
- Bauernhof Froschauer (1998)

## Publikationen
Folgende Fachbeiträge Priemetshofers wurden veröffentlicht:
- Konservierung von Eisenobjekten, Arbeitsblätter, herausgegeben vom Arbeitskreis für Klein- und Flurdenkmalforschung im Landesinstitut für Volksbildung und Heimatpflege in Oberösterreich, Linz, S 29/30
- Die Kulturdenkmäler von Bad Zell, Baugeschichte der Kirche, Kleindenkmäler-Bildstöcke und Kapellen, Heimatbuch Bad Zell, Bad Zell S 206 bis 223
- Der gotische Bildstock (Baubeschreibung), Gastkommentar, Der Ennser Stadtturm, S 2 u. S. 9
- Die Gaupenuhr an der Stadtpfarrkirche Steyr, in: Rudolf Koch und Bernhard Prokisch (Hrsg.), Stadtpfarrkirche Steyr, Steyr, 1993
- Vorwort, in: Herbert Stadler, Kleindenkmäler der Marktgemeinde Bad Zell, Bad Zell, 1995, S. 6
- Zeitungsberichte zu Restaurierungsprojekten erschienen zwischen 1987 und 1998 in den OÖ. Nachrichten, in der Steyrerzeitung, in der Mühlviertler Rundschau, im Ennser Stadtturm und in der Perger Rundschau.

## Auszeichnungen
- Konsulent für Denkmalpflege der OÖ. Landesregierung (1978)
- Professor h.c. (1981)